# Richard Tousey
Richard Tousey (né le 18 mai 1908 à Somerville, Massachusetts, mort le 15 avril 1997 à Cheverly, Maryland) est un astronome américain.

## Biographie
Il étudie à l'université Harvard où il obtient en 1933 son doctorat sous la direction de Theodore Lyman, et y devient alors professeur, avant d'enseigner ensuite à l'université Tufts. En 1941, il travaille au Naval Research Laboratory des États-Unis pour y développer des améliorations dans le domaine militaire. 
Il est l'un des pionniers du développement des fusées servant à la recherche en astronomie, comme l'observation du soleil depuis l'espace. Il permet notamment les prises des premières photographies du soleil dans le spectre ultraviolet, utilisant une fusée V2 récupérée de la guerre. Grâce à cela, il découvre la série de Lyman dans le spectre solaire. Puis il approfondit ses études sur le soleil et l'atmosphère terrestre à l'aide de fusées de fabrication américaine. Il envoie ensuite avec son groupe de recherche des coronographes et satellites, ainsi que deux expériences à mener dans la station spatiale Skylab.
En 1978, près 37 ans à travailler au Naval Research Laboratory, il prend sa retraite.

## Récompenses
- 1960 : médaille Frederic-Ives de l'Optical Society of America.
- 1963 : médaille Henry-Draper de l'Académie nationale des sciences[3]
- 1964 : médaille Eddington
- 1966 : Henry Norris Russell Lectureship